# Nicanor Austriaco
Nicanor Robles Austriaco Jr. (OP; 1º novembre 1968) è un biologo filippino naturalizzato statunitense, prete cattolico e religioso dell'Ordine dei Predicatori.
È professore di biologia e teologia al Providence College, a Providence, Rhode Island (Stati Uniti), nonché ricercatore presso il Center for Theology, Religious Studies, and Ethics dell'Università di Santo Tomas nelle Filippine.

## Biografia
Austriaco è stato allievo dell'Università della Pennsylvania, dove ha conseguito un Bachelor of Science Engineering (BSE), summa cum laude, nel 1989. Successivamente, ha svolto un dottorato di ricerca in Biologia al Massachusetts Institute of Technology (MIT), nel laboratorio del professor Leonard Guarente. In particolare, oggetto della sua tesi dottorale è stato il controllo genetico dell'invecchiamento in Saccharomyces cerevisiae.
Nel 1997, dopo una breve borsa di studio presso il Ludwig Institute of Cancer Research all'University College di Londra, è entrato nell'Ordine dei frati predicatori (domenicani). Ha così frequentato la Pontificia Facoltà dell'Immacolata presso la Dominican House of Studies a Washington, DC, dove ha conseguito la Licenza in Sacra Teologia. Ha poi ottenuto un secondo dottorato in Sacra Teologia presso l'Università di Friburgo nel 2015. Infine, ha conseguito un Master in business administration (MBA) presso il Providence College nel 2020.

## Carriera
Dal 2005 Austriaco fa parte della facoltà del Providence College. Ha fondato e dirige ThomisticEvolution.org, sito che cerca di promuovere un approccio cattolico alla comprensione dell'evoluzione alla luce della fede. È coautore di un libro sull'evoluzione tomista.
Nel 2011 ha pubblicato Biomedicine and Beatitude: an Introduction to Catholic Bioethics. Il libro risponde a domande di bioetica dal punto di vista della tradizione morale cattolica, che si basa sulla legge naturale e un'etica delle virtù.
È spesso intervenuto in dibattiti a cavallo tra scienza e religione. In particolare, ha sostenuto che l'esistenza storica di Adamo ed Eva sia compatibile con i dati più solidi forniti dalla genetica.
Attualmente è Visiting Professor di Scienze Biologiche presso l'Università di Santo Tomas nelle Filippine.

## Ricerca
Austriaco è il fondatore e ricercatore principale dell'Austriaco Lab. Il laboratorio si trova al Providence College e si occupa prevalentemente dello studio dell'invecchiamento e della morte cellulare, usando il lievito Saccharomyces cerevisiae come organismo modello.